# Cell Reports
 Cell Reports（セル・リポーツ）は、生命科学の幅広い分野の研究論文を刊行している査読付き学術雑誌である。2012年からエルゼビアの印刷社であるCell Pressによって刊行された最初のオープンアクセス雑誌である。 